# Francisco Campos
Francisco Campos Salamanca, detto Paco (Las Palmas de Gran Canaria, 8 marzo 1915 – 8 settembre 1995), è stato un calciatore e allenatore di calcio spagnolo, di ruolo attaccante.

## Carriera
Vinse il campionato spagnolo nel 1940 e nel 1941.

## Palmarès

### Giocatore

#### Competizioni nazionali
- Campionato spagnolo: 2

Atletico Madrid: 1939-1940, 1940-1941
- Copa Presidente FEF: 1

Atletico Madrid: 1947
- Segunda División (Spagna): 1

Sporting Gijón: 1950-1951